# تار عنکبوت (فیلم ۱۹۴۷)
تار عنکبوت (انگلیسی: The Web) فیلمی به کارگردانی مایکل گوردون است که در سال ۱۹۴۷ منتشر شد. از بازیگران آن می‌توان به الا رینز، ادموند اوبرایان، ویلیام بندیکس، وینسنت پرایس و اد بگلی اشاره کرد.